# Äldreomsorgen i Övre Kågedalen
Äldreomsorgen i Övre Kågedalen är en roman från 1992 av den svenske författaren Niclas Lundkvist, utgiven under pseudonymen Nikanor Teratologen. Den skildrar förhållandet mellan en elvaårig pojke och hans groteska, mordiska och politiskt och filosofiskt extrema morfar i norra Västerbotten. Romanen var författarens debut. Den kom ut 1992 på Norstedts förlag och har sedan dess återutgivits på Vertigo 1998 och 2012.

## Synopsis
Berättelsen tar formen av den elvaårige Helge Holmlunds redogörelse för sin uppväxt i Kågedalen i norra Västerbotten. Helge Holmlund, som kallas "Pyret", ingår i en incestuös kärleksrelation med sin morfar och de fördriver tiden med mord, våldtäkter, filosofiska samtal och fylla. Boken innehåller mängder av extrema historier kring detta. Språket är i varierande grad dialektal nordvästerbottniska, Skelleftemål, och ordförklaringar återfinns längst bak i boken. Författaren och litteraturvetaren Carl-Göran Ekerwald har skrivit ett efterord till Vertigos utgåva.

## Tematik
Författaren har själv sammanfattat romanens syfte på följande vis:
| ” | Orsaken till att jag skrivit den är för att fästa uppmärksamheten på det kärlekslösa samhälle vi lever i – lugnt och välordnat på ytan, men rovdjurslikt och sataniskt under den. Romanen var ett sätt för mig att driva ut demonerna för allmän skärskådan. | „ |

I en kort intervju i Aftonbladet som även nämner människans rovdrift på naturen och återigen vårt kärlekslösa samhälle säger han:
| ” | Jag vill skära med skalpellen och se vad som väller fram. Jag vill dra bort slöjan för det som egentligen är så uppenbart - att hela denna civilisation inte förtjänar annat än att gå under. (...) Dessa vanvettiga handlingar har jag naturligtvis vare sig utfört eller upplevt. Men de är ett uttryck för underströmmar i mitt psyke. | „ |

I den korta intervjun i Expressen 1992 framkommer att Teratologen vid tillfället är vegan och han nämner mörkret inom oss alla och gör jämförelser med hur människor utan reflektion behandlar djur:
| ” | Vi har alla en mörk och en ljus sida, är alla både sadister och masochister, vi är alla både en Morfar och ett Pyre. (...) Men det jag har åstadkommit är bara en text. Det som händer på slakthusen är verklighet. | „ |

## Utgivning
Manuskriptet hade inskickats till Norstedts förlag där det lästs av Erland Törngren och antagits för utgivning av en enig förlagsgrupp. Första upplagan var på 6 000 exemplar, en relativt hög upplaga för en debutant. Trots detta utgavs ingen pocketupplaga, och förlaget refuserade uppföljaren Förensligandet i det egentliga Västerbotten. Lundkvist kontaktade då Carl-Michael Edenborg på Vertigo förlag, som refuserade boken främst för att förlaget då fokuserade på erotisk litteratur. Denne övertalades dock av sin dåvarande partner Gabriella Håkansson att trots allt ge ut Förensligandet, varvid även en ny pocketupplaga av Äldreomsorgen trycktes i 12 000 exemplar. Edenborg berättar att böckerna till en början var svårsålda, men att ett nyvaknat intresse runt 2005–2006 gjorde att upplagan plötsligt sålde slut på kort tid, och böckerna betingar numera (2012) ett högt pris på landets antikvariat. Sommaren 2012 utgavs en jubileumsupplaga sambunden med Förensligandet, vilket innebär att boken har kommit ut i tre upplagor om sammanlagt 20 000 exemplar.
Äldreomsorgen i Övre Kågedalen har översatts till norska av författaren Stig Sæterbakken. Den norska utgåvan, Eldreomsorgen i Øvre Kågedalen, kom ut 2007 på förlaget Cappelen Damm. Boken innehåller ett efterord av Sæterbakken. En engelsk översättning av Kerri A. Pierce kom 2011 ut på förlaget Dalkey Archive Press under titeln Assisted Living.

## Kritikernas reaktioner
Mottagandet av Äldreomsorgen i Övre Kågedalen präglades överlag av förvåning, och i många fall också upprördhet, över bokens explicita skildringar av sex och våld. Samtidigt hyllades boken för dess originalitet och briljanta språk. TT sammanfattade 1992 kritikerkårens reaktioner enligt följande:
| ” | Samtidigt som boken stämplas som den "vidrigaste och mest perversa" som någonsin skrivits i vårt land, erkänns oförbehållsamt att den både är vital, skarpsinnig och språkligt genial. ... Äcklig, sjukligt pervers, sataniskt vidrig, motbjudande, avskyvärd, men samtidigt skarpsinnig och skickligt chockerande, anser en praktiskt taget enig kritikerkår. | „ |

Den stilistiskt drivna språkbehandlingen övertygade många recensenter om att det måste ha varit en välkänd författare som skrivit boken. De namn som förekom flitigast i spekulationerna kring vem som dolde sig bakom pseudonymen Nikanor Teratologen var Stig Larsson, P.O. Enquist och Torgny Lindgren.
I ett sammanfattande omdöme 20 år efter att Äldreomsorgen i Övre Kågedalen kom ut skriver kulturskribenten Ola Whilke att boken har genomgått något som liknar en ”kanoniseringsprocess” och att de flesta litteraturkännare idag är eniga om att Äldreomsorgen i Övre Kågedalen är ”en väldigt speciell bok”. Boken har enligt skribenten blivit ”ett mellanting mellan kultroman och mindre klassiker”.
Horace Engdahl säger om Lundkvist:
| ” | I lärdom överträffar han de flesta av sina generationskamrater i den svenska litteraturen. Han deltar i förnyelsen av de värden som han förbannar, och antagligen förstår han det, därav det kalla raseriet. | „ |

Svenska Dagbladets recensent Kaj Schueler skrev vid återutgivningen av Äldreomsorgen i Övre Kågedalen 2012:
| ” | Den var förförande välskriven, men dess innehåll av sex, våld, utnyttjande och flirtande med nazism och antisemitism lämnade en unken eftersmak. Den provocerade, men jag hade svårt att omfatta syftet. Vad ville han? Säga det som ”inte fick sägas”? Utforska våldet inom oss – då var det för vulgärt grovkornigt. Det var rakt igenom destruktivt. Där upphörde, för min del, provokationen, för om det nu visar sig att författaren faktiskt är nazist och antisemit, vad är det då vi läser? | „ |

Författaren Torbjörn Säfve säger att "snacket om att han skulle vara högerextrem – det är så dumt. Jag ser beskrivningen av morfars hus, med luntorna av nazistisk litteratur som själva sinnebilden av den västerländska världen."
Aase Berg på Dagens Nyheter säger sig älska Äldreomsorgen för att den "knyter an till både surrealismen och romantiken i sin nattsvarta misantropi, sin mystik", men tillägger samtidigt att den har "ett problem som den delar med mycket annan experimentell prosa, nämligen att man blir mätt på den efter ett tag".
Lundkvist har framstått som en kontroversiell författare. Det är vissa som anser det stötande att de har uppfattat sig utpekade av Niclas Lundkvist, inte minst vad gäller deras sexualliv, som de anser att Niclas Lundkvist har skildrat på ett sätt som dessa anser inte överensstämmer med verkligheten.
Författaren Åke Lundgren menar att Äldreomsorgen i Övre Kågedalen ger en kränkande bild av boende i trakten:
| ” | Vet Norstedts att ”Äldreomsorgen i Kågedalen” vimlar av levande och döda människor i Kågedalen och Skelleftebygden. Ofta återgivna med sina rätta namn, ibland förklädda – men inte mer än att de ska kännas igen. Förrådda. Förnedrade. Detta är inget annat än ett kränkande förtal av en bygd och dess människor, ett förtal som inte kan få stå oemotsagt! […] Här knullas det friskt, män och män emellan. Här dras vem som helst in i den äckliga handlingen. Och då spelar det ingen roll om det handlar om en statsman, en författare eller ett byaoriginal. […] [D]et värsta är att denna bok överhuvudtaget ges ut, att den förtalar enskilda, oskyldiga människor. Författaren må vara ett geni, på gränsen till galen, men han har för länge sedan passerat gränsen för all anständighet. | „ |

Lundgrens omdömen om Äldreomsorgen i Övre Kågedalen som ”en rasistisk, fascistisk, nazistisk bok” har sagts överskuggas av den ilska och vanmakt denne har givit uttryck för när han söker försvara bygdens ”oskyldiga”.
I juli 2016 publicerade Expo en artikel som kopplade samman Teratologen med ett konto på Flashback Forum som uttryckt antisemitiska åsikter. Bland andra Aase Berg i Dagens Nyheter och Clemens Altgård i Skånska Dagbladet skrev i den påföljande kulturdebatten att detta inte påverkar det positiva omdöme som de tidigare uttryckt om Äldreomsorgen i Övre Kågedalen.

## Bearbetningar
Äldreomsorgen i Övre Kågedalen har blivit en radiopjäs, Ur djupet av en massakrerad ömtålighet, dramatiserad av Britt Edwall. Den sändes första gången 3 juni 1994 i P1. Morfar spelades av Ernst Günther, Pyret av Örjan Ramberg medan Sissela Kyle hade en mindre roll som "Hon".
Turteatern i Stockholm satte 2015 upp Äldreomsorgen i Övre Kågedalen som en föreställning. Pjäsen hade premiär på Turteatern i Kärrtorp lördagen den 28 november 2015.